# Tarab
Tarab (del árabe: طرب), o Música Tarab. La palabra Tarab no tiene traducción literal y es usada en el idioma árabe para describir los efectos emocionales producidos por la música, pero el término también se asocia a una forma tradicional de música árabe, generalmente aplicado a un viejo repertorio musical anterior a la Primera Guerra Mundial muy característico de países como Egipto y la costa este del Mediterráneo (Siria, Líbano y Palestina) y la evocación emocional que ella produce en el público. A mediados del siglo XX los mayores exponentes de este género eran los cantantes Umm Kalzum, Mohammad Abdel Wahab, Abdel Halim Hafez y Farid Al Atrash, dentro de Egipto y en todo el mundo árabe. A estos les sumamos a los cantantes Fairuz, Wadih Al Safi, Sabah Fakhri y George Wassouf, del Líbano y Siria respectivamente, entre muchos artistas más del género.

## Etimología

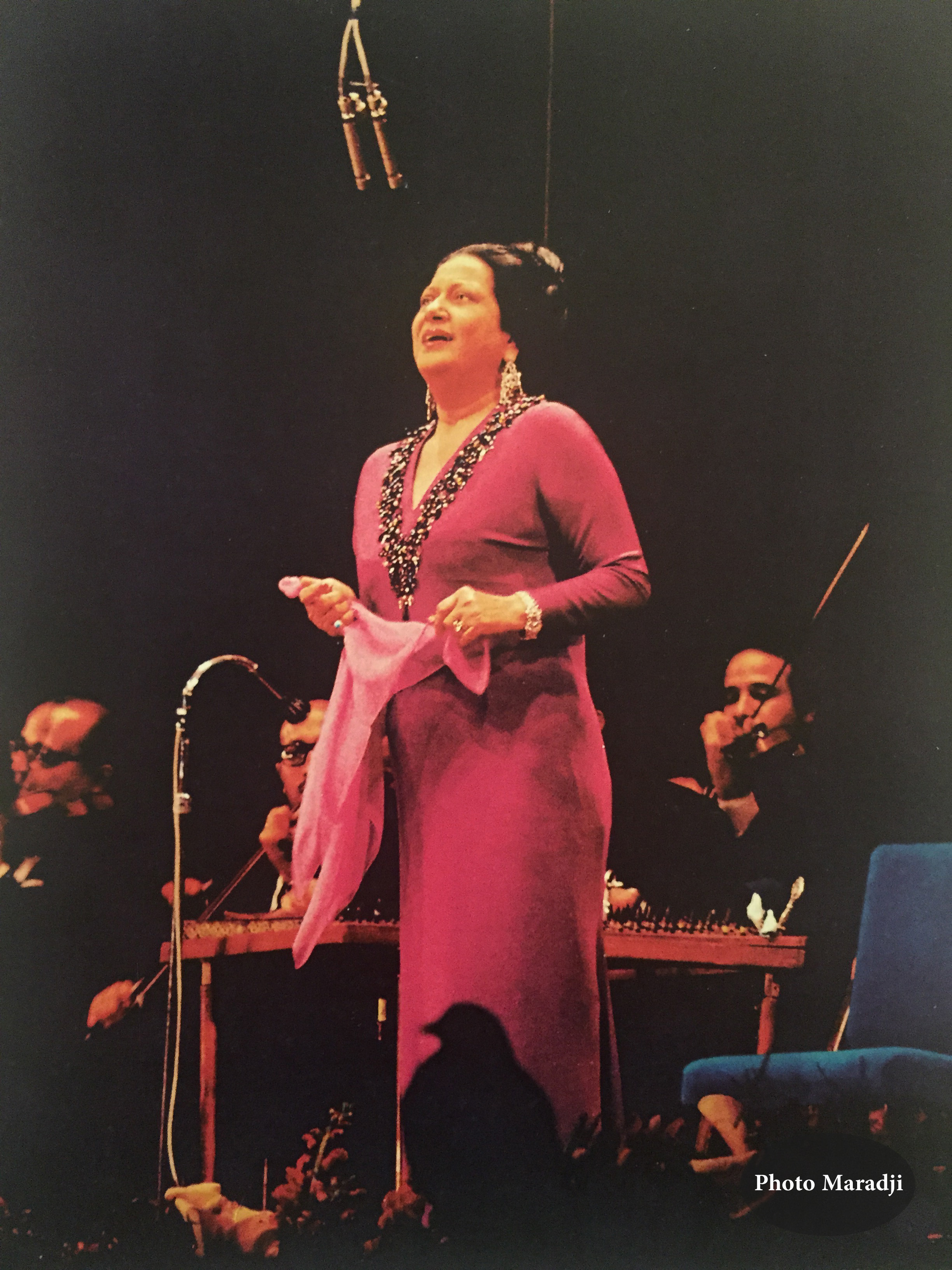
La cantante Umm Kalzum interpretando una pieza musical de Tarab

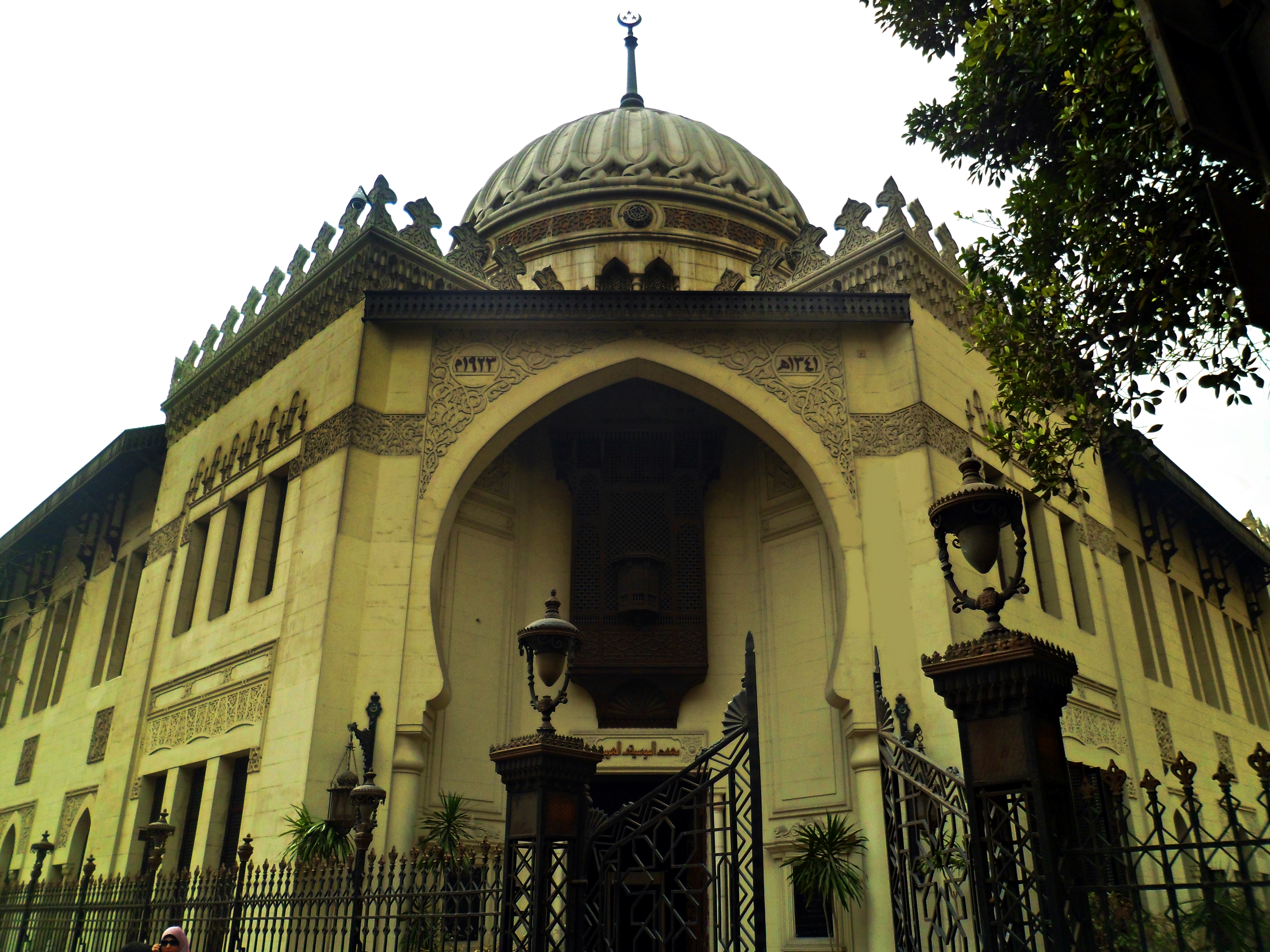
Instituto de música árabe de El Cairo

La música árabe, multifacética, de características muy vibrantes,vivas y auténticas, es producto de una amalgama de manifestaciones musicales y culturales que se originaron en la península arábiga muy anterior al surgimiento del Islam, y que su sofisticación y proyección se dio fuertemente durante el apogeo de la expansión islámica entre los siglos VIII y XIII. Gracias al natural contacto, intercambio y armonización étnica que suelen ser consecuencia de una vasta expansión geográfica de determinada civilización, sobre todo con otras de muy marcada y establecida identidad cultural (Bizancio, Mesopotamia, Siria, Persia, India) la cultura árabe, además de mantener fuertes elementos propios tal como el trato poético de su lengua, muy notable en el lirismo de sus canciones y el recitado de los versos coránicos, fue también nutriéndose y enriqueciéndose en reciprocidad con nuevas características musicales, nuevas técnicas de ejecución e interpretación, nuevos aspectos de entonación y la utilización de nuevos instrumentos musicales
La expresión musical árabe está basada en el talento individual; el músico suele ser compositor, intérprete y libre improvisador, centrándose la valoración del arte en los detalles más que en la estructura. La interpretación está organizada en torno a los Maqamat, una serie de indicaciones sobre notas preferidas, pequeñas células rítmico-melódicas, conclusiones y otros convencionalismos, todo ello alrededor de un modo melódico concreto.Con estos elementos y un sentimiento general basado en una emoción y una filosofía concretas unidas a cada modo, el solista compone, interpreta e improvisa, todo ello se dirige a conseguir el Tarab, el punto donde se encuentran el sentimiento y el intelecto del arte de hacer música.
No existe una palabra literal en castellano que describa la definición específica del Tarab. La palabra “Tarab” es usada en el árabe para describir los efectos emocionales producidos por la música. No obstante, el término también se le asocia a una de las formas tradicionales de música árabe anterior a la Primera Guerra Mundial en países como Egipto y la región del este del Mediterráneo. Los etnomusicólogos han descrito el Tarab como un estado emocional provocado en los oyentes como resultado de una interrelación dinámica entre el ejecutante, la música, las letras de la canción,la audiencia y ciertos otros tipos de factores, lo que A. J. Racy describiría como un “modelo de retroalimentación extática”
El término en sí, es difícil de traducir ya que este connota a varios conceptos. En árabe, Tarab se refiere lingüísticamente a un estado de emocionalidad elevada, usualmente traducidos también en palabras tales como “arrebato”, “éxtasis” o “encantamiento”, pero este también puede evocar sensaciones de tristeza al mismo tiempo que de alegría. También el Tarab se asocia a un estilo de música, ejecución y performance donde esos estados emocionales son evocados y provocados tanto por el ejecutante como por la audiencia.
El Tarab constituye un término general en la filosofía estética árabe que describe un tipo de dicha y felicidad con respecto a un objeto artístico, por ejemplo, una persona puede experimentar el Tarab cuando oye recitarse un poema o cuando detalla y visualiza una pintura, como también a través del disfrute musical, aunque usualmente la definición está restringido al hecho estético de la percepción sonora. Históricamente, el término Tarab
estuvo asociado en un principio, con el recitar de poesías y del Qur’an. Dada las diferentes connotaciones que tiene este término, muchos teóricos se refieren a la cultura "tarábica" como “un conjunto de emociones y prácticas estéticas sociales y culturales compartidas, relacionadas a la ejecución y escucha de la música y otras artes aurales”.

## Historia

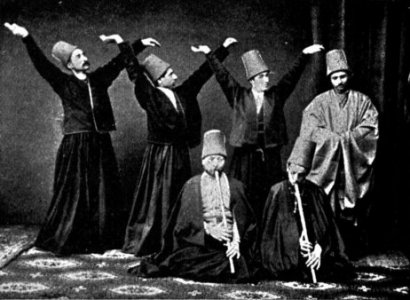
Ceremonia Derviche Sufí, 1887

Durante los primeros tiempos del Islam la música era considerada una rama dentro de los estudios de la matemática y la filosofía, tal como sucedía en la antigua Grecia. En la época del califato abásida, varios teóricos comprendieron la capacidad de influencia emocional que traía en sí el arte musical, entre ellos "Abū Naṣr Muḥammad ibn al-Faraj al-Fārābī" (870-950) autor del tratado "Kitāb al-mūsīqā al-kabīr" (El Gran Libro de la Música), en él establecía que “tanto el hombre como el animal, bajo el impulso de sus instintos, emiten sonidos que expresan sus emociones, sean estos de regocijo o de temor. Pero la voz humana expresa aún una mayor variedad, tristeza, ternura, rabia. Estos sonidos, en la diversidad de sus notas, causan al oyente una gama de sentimientos y pasiones que le arrebatan, elevan a ciertos estados de conciencia o lo tranquilizan. ”Hay referencias que afirman que cuando Al- Fārābī tocaba el Oud podía hacer que sus oyentes cayeran en llanto, estallaran de la risa o se quedaran dormidos dependiendo de los ánimos y el carácter de sus tonadas, además de que también fue inventor de dos instrumentos: el Rabab y el Qanun, aún muy usados en los ensambles de música tradicional árabe. Esto nos da una noción de lo arraigado que está en la visión estética musical árabe de crear una conexión emocional entre el ejecutante y el oyente.
Es menester también entender que desde Marruecos hasta Irán, por más que el elemento árabe y la fe islámica sean la unidad cultural característica, las tradiciones musicales están muy mezcladas; la música en sí está presente en la vida de cualquier árabe, existe en cualquier celebración y en el sentir popular, es un vínculo para compartir sentimientos comunes. Sin embargo, cada pueblo diseminado en esta región tiene su propia tradición musical de carácter colectivo que los distingue, y el Tarab no escapa de ello. En palabras de Racy podemos señalar lo siguiente:

La cultura del Tarab en particular es, en esencia, un fenómeno urbano nativo de las ciudades como el Cairo, Beirut y Damasco. Los artistas del Tarab son nacidos en estas ciudades, o han vivido una gran porción de sus vidas en ellas, o fueron ampliamente expuestos a la vida e idiosincrasia de los centros urbanos donde el Tarab ha sido establecido como un arte, un oficio. Después de la Segunda Guerra Mundial, con el crecimiento urbano de éstas ciudades, la popularización de la música del Tarab a través de los modernos medios de comunicación masivos y la emulación del modelo musical del Cairo en comunidades urbanas vecinas, hizo que las prácticas y el atractivo hacia la música Tarab del este del Mediterráneo se fuera expandiendo a otras regiones.
A.J. Racy

Los artistas del Tarab tienden a tener una experiencia común en el aprendizaje de este arte. En el largo proceso de convertirse en un artista del Tarab,  el artista usualmente pasa por cinco fases, como las de todo músico: la primera es el descubrir que se tiene un talento para ello, preferiblemente que sea notable desde la niñez; la segunda es su obsesión hacia la música hasta el punto tal de tener que encarar varias barreras sociales y familiares que puedan desestimarle el deseo de profesionalizarse en esta carrera; la tercera es lograr el reconocimiento tanto familiar como social, así sean renuentes, del deseo y talento musical que tenga el iniciado; el cuarto es tener un entrenamiento teórico y práctico en el arte de la música; y por último el llevar a cabo una carrera de ejecutante en el arte del Tarab. Estas fases generales no suelen suceder de manera estrictamente lineal, muchas veces éstas se superponen y coinciden entre ellas en la vida del artista.

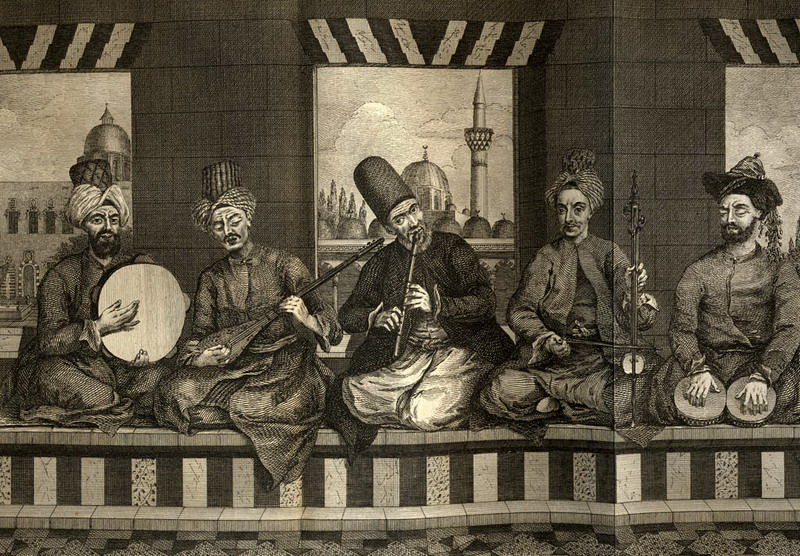
Grabado otomano del siglo XVIII mostrando músicos Sirios de Alepo

Tradicionalmente, el aprendizaje de la música del Tarab se ha relacionado, directa o indirectamente con el contexto religioso. Vale recalcar que los rituales religiosos islámicos son también considerados de alto valor y relevancia musical. Antes de la Primera Guerra Mundial un gran número de cantantes egipcios desarrollaron sus destrezas vocales a través de la ejecución de liturgias sufíes. A estos ejecutantes se les reconocía su entrenamiento en las órdenes sufíes con el título de “Shaykh" o  "Sheij” precediendo sus nombres. Varios cantantes famosos entre ellos Abduh al-Hamuli y el Shaykh Salamah Hijazi (1852-1917) quien fue un cantante del Tarab, actor y uno de los pioneros del movimiento dramático en Egipto, desarrollaron sus voces como mu’ethín, es decir, ejecutando el llamado al rezo en los minaretes de las mezquitas para los tiempos en que la tecnología para la amplificación del sonido no estaba aún desarrollada. La escogencia del mu’ethín adecuado para las liturgias dependía, además de su carácter religioso y conocimiento teológico, de sus capacidades musicales en la voz y su profundo impacto emocional.
Otro de los métodos de estudio era por medio del recitado de cantos coránicos, ahí la voz del cantante adquiría una mayor notoriedad y popularidad, particularmente con el desarrollo del ilm al-quiráa, o la ciencia del recitado. Este arte llamado "Tajwid", o la elaboración melódica para recitar el Qur’an, implicaba el dominio de ciertas reglas para la propia pronunciación, entonación y evocación textual de los versos del sagrado libro, desarrollando también el dominio de los Maqamat y cultivando la destreza de la improvisación.
El estudio del Tarab también se ha dado a través de vías seglares (laicas). Durante el período de dominio otomano existieron varios sindicatos y grupos de músicos donde se prestaba una educación personalizada e interactuada entre maestro-alumno. En Egipto, el aprendizaje se centraba en el Takht, que era un pequeño ensamble muy común en las ciudades árabes anterior a la Primera Guerra Mundial. Muchos jóvenes iniciados con prometedores talentos tomaban el Takht como elemento para pulir y desarrollar sus destrezas musicales e ir familiarizándose públicamente en este mundo artístico.Después de la Segunda Guerra Mundial, el acercamiento cultural que se tuvo con Europa y el resto del mundo occidental fue profundizándose gracias a la modernización tecnológica y la transformación social que significó el establecimiento de los ingleses y franceses como potencias colonizadoras en la región. Parte importante de esos cambios hacia tiempos modernos fue la expansión de los ensambles folklóricos hacia estructuras orquestales de corte europea con instrumentos occidentales (por ejemplo el uso de violines, violas, cellos, contrabajos sustituyendo a los de cuerdas frotadas tradicionales árabes como el Kamanjah) mezclados con algunos tradicionales árabes; y el establecimiento de conservatorios, donde se fueron centrando el estudio del
arte musical tanto occidental y oriental, incluyendo el Tarab, desplazando así los antiguos sindicatos del período otomano.

### Mediados delsigloXX

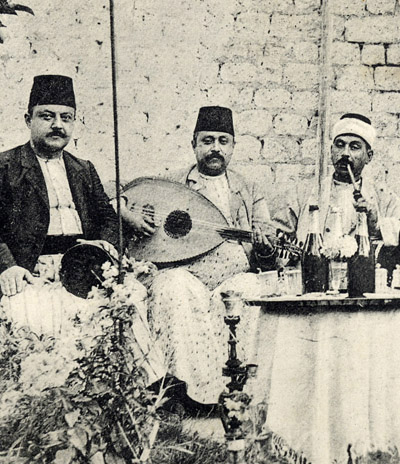
Músicos de Alepo, Siria 1915

Hasta ya entrada la primera mitad del siglo XX, uno de los contextos principales donde se podía experimentar el Tarab era a través del sahra (pl. saharat) que vienen a ser reuniones íntimas nocturnas entre familiares y amigos muy cercanos donde se conversaba, se tocaba música y se comía. Pero hoy en día los saharat  han perdido un poco de relevancia y la gran mayoría de los oyentes y amantes de la música experimentan el Tarab en los contextos ofrecidos por los medios de comunicación masivos como cintas de audio, de vídeo, discos compactos, programas radiales, televisivos, etc.
Dado que la música árabe es primordialmente vocal, el análisis del Tarab siempre tiende a enfocarse en el rol del vocalista (mutrib, lit., “aquel que causa el Tarab”) en su búsqueda de la saltana (fluidez melódica, musicalidad, “el estar en la onda”), el cual le permitirá introducir el estado del
Tarab en los oyentes. Pero para ello el público debe ser cultivado tanto en el repertorio específico como el encontrarse emocionalmente sensible a la ejecución del vocalista. A este tipo de oyentes se les denominan como "sammi’a", los de oído astuto y cultivado en el arte, por la que ciudades como Alepo y El Cairo son famosos. En la cultura "tarábica", la escucha en sí es un acto de ejecución, realización y creación tan importante para la construcción de la experiencia musical de las obras como la ejecución misma de ella por parte de los mismos músicos, lo que da una noción de la necesidad de un oyente ideal para el completo disfrute de la experiencia. Otros factores, tales como los maqamat que se usan en las obras, alguna destreza técnica virtuosa del ejecutante en un instrumento, la ocasión por la que se esté haciendo música, la hora del día y los vaivenes de la interacción social humana, son también importantes en el establecimiento de una atmósfera adecuada (jaww) para la experiencia del Tarab.

### Poesía
No es posible hablar de la evocación emocional en el Tarab sin mencionar su poética como un instrumento para ese logro. Desde tiempos anteriores al surgimiento del Islam el árabe ha considerado a la poesía y a la música como parte de sus tradiciones y de su divertimento folklórico cotidiano. Para establecer un contexto antropológico Saoud nos comenta que:

El árabe siempre ha apreciado y respetado la buena destreza en el lenguaje haciendo que éste sea una de las cualidades a definir en la búsqueda de perfección y calidad en el ser humano. Esa alta estima por la formación cultural del hombre es la fuerza que impulsa su afán por lograr la excelencia en la oratoria (fasaha) y la caballerosidad (furussiya), en consecuencia, es lógico creer que la elaboración de un complejo orden de comportamiento basado en un sofisticado sistema de conductas sociales vaya directamente proporcional al desarrollo del arte y la literatura en la cultura arábiga. Tanto la poesía (mu’allaqat) como la música han estado siempre arraigadas a las tradiciones del pueblo árabe, para éstos la poesía y la música están enteramente interconectados de manera que la composición poética no podría considerarse exitosa si ésta no siguiera un patrón musical, mientras que los modos musicales (nagham) y las canciones (ghina’) se van identificando de acuerdo al tipo y formas poéticas usadas en ellos. Por ende, el ritmo musical se impregna en la poesía de manera que va agregando una nueva dimensión en el recitado poético, desarrollando y extendiendo aún más el fasaha'.
Saoud Rabah

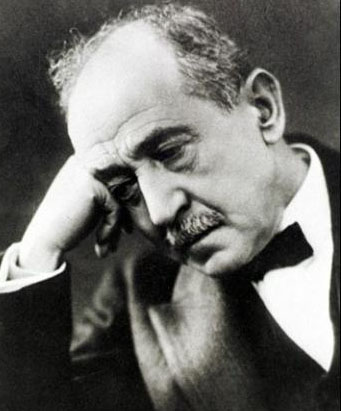
Poeta Egipcio Ahmad Sawqi, principios del Siglo XX

Kalām al-aghānī, o las letras de las canciones, conforman una muy notoria y fuerte dimensión emocional dentro del conjunto de la experiencia tarábica. Ella conlleva el mensaje del estado de ánimo que quiera expresar el cantante que se refleja a sí mismo en esas historias y su cuidada evocación hace que inclusive el público se haga sentir parte de ello. Para el liricista (mu’allif) la creación del texto de la canción constituye todo un género poético con sus propios rasgos estilísticos, propiedades estéticas y fuerzas emocionales. Las letras en el Tarab pueden tratar de una variedad de tópicos, ya sean políticos, religiosos, sociales, filosóficos, etc., pero el que tiende a crear un mayor impacto extático son los referentes a temas amorosos. En la cultura literaria del mundo árabe, estos temas amorosos cotidianos fueron los que proveyeron de base para el desarrollo de una forma poética aún muy usada hoy día llamada ghazal, o poesía de amor. El ghazal es un género que tradicionalmente invoca temas de melancolía, amor, añoranza; la expresión de pérdida y separación como de la belleza del amor a pesar de esas pérdidas, temas que también abarcan las visiones existencialistas y metafísicas del sufismo con relación a esas emociones.
Aunque hay referencias de que la poesía preislámica y clásica medieval, durante la época de los califatos omeyas y abásidas, hayan contribuido de manera temática y lingüística a la expresión lírica moderna del Tarab, se cree que las modalidades expresivas de éstas parecen derivar directamente de la poesía basada en el sufismo (y pues no es de sorprenderse tomando en cuenta que parte de los orígenes musicales del Tarab en sí provienen de las liturgias sufistas) que florecieron durante y después del siglo XIII. Así que de cierta manera los textos tarábicos ilustran esa fusión tanto histórica como artística entre las visiones seglares y místicas del mundo árabe.
El fenómeno del amor en el Tarab como es presentado en las letras de las canciones, al igual que en la poesía romántica sufí, está íntimamente conectado a la noción de arrebato. Como es bien sabido, y todo aquel enamorado entenderá, tanto el amor y el éxtasis tienden a tener estructuras emocionales comparables además de compartir cierta armonía mística. En los textos ghazal sufíes el amor es usualmente presentado como una combinación de esperanza y desespero, el contraste entre la alegría y la tristeza,la unión y la separación, el placer y el dolor, lo que en términos místicos vendría a ser la “expansión” y la “contracción”, ese dualismo que define a la existencia misma, existencia de la que somos parte, reflejo de ella. Es ese delicado y exquisito manejo de las emociones humanas en búsqueda de un placer, de un estado trascendental de la consciencia, lo que fue extendiéndose a los textos tarábicos de nuestra contemporaneidad.

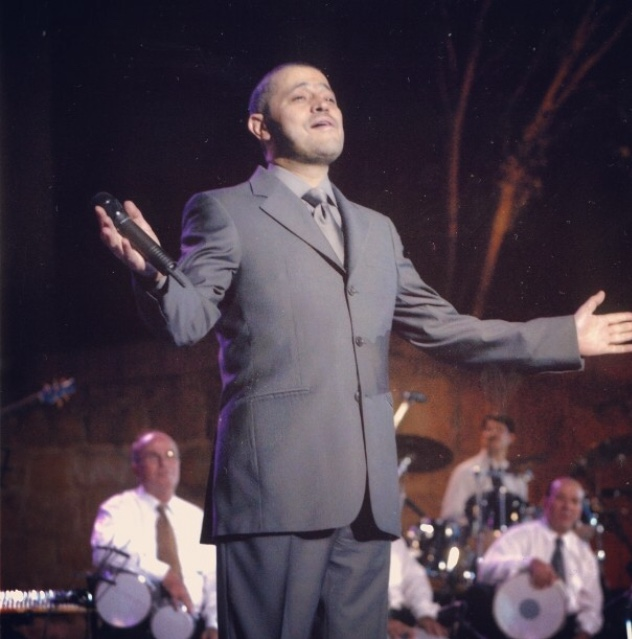
El cantante Sirio George Wassouf, exponente del Tarab contemporáneo

### El Tarab
El Tarab es más que solamente un sentir de arrebato y éxtasis emocional a través de la música. Es una filosofía estética, un estilo y una manera muy particular de ver el arte de la música que caracteriza a un pueblo, es el elemento principal en la retórica musical y la autenticidad cultural de este. Es la de definición de una fuerte relación entre el vocalista, los instrumentistas y el público oyente, la meta cúspide individual a la que desea llegar todo músico en correlación con su oyente; el punto donde el sentimiento humano y el intelecto se convergen para lograr un éxtasis que roce con lo sublime en esta tierra. Tarab no es una filosofía que difiere mucho de la búsqueda de cualquier ser humano que crea, interpreta y ejecuta cualquier estilo musical en cualquier rincón de nuestro planeta. El propósito máximo del músico, nacido y educado ya sea en Occidente u Oriente, es lograr ese ambiente, de crear esa aura al transmitir su sensación y perspectiva particular del mundo que lo rodea a través de su la música como medio de expresión. Al darse cuenta este de que ha logrado por medio de sus performances e interpretaciones esa conexión, ciertamente inefable, sabrá que los años de estudio y sacrificio en el arte de la música han dado sus frutos. Se podría llegar a considerar que no hay estilo musical árabe u occidental, ya sea contemporáneo o moderno, que no tenga Tarab en su concepción original.

## Exponentes del género Tarab
Algunos de los exponentes del género Tarab más destacados del último siglo:
- Umm Kalzum
- Mohammad Abdel Wahab
- Abdel Halim Hafez
- Farid Al Atrash
- Fairuz
- Warda Jazairia
- Najat Al Saghira
- Abdul Majeed Abdullah
- Sabah Fakhri
- Wadih Al Safi
- Sayed Mekawy
- Sayed Darwich
- Melhem Barakat
- Mayada El Hennawy
- Aziza Jalal
- George Wassouf
- Amal Maher